# شهرداری زستاپونی
شهرداری زستاپونی (به لاتین: Zestafoni Municipality) یک شهرداری در گرجستان است که در ایمرتی واقع شده‌است. شهرداری زستاپونی ۴۲۳ کیلومتر مربع مساحت و ۷۶٬۲۰۸ نفر جمعیت دارد.